# Warburton, Greater Manchester
Warburton är en ort och civil parish i Storbritannien.   Den ligger i distriktet Trafford i Greater Manchester i riksdelen England, i den centrala delen av landet, 260 km nordväst om huvudstaden London. Warburton ligger 18 meter över havet och antalet invånare är 286.
Terrängen runt Warburton är platt. Runt Warburton är det tätbefolkat, med 369 invånare per kvadratkilometer. Närmaste större samhälle är Manchester, 16,7 km nordost om Warburton. Omgivningarna runt Warburton är en mosaik av jordbruksmark och naturlig växtlighet.